# São Domingos (Santiago)
A vila de São Domingos é uma vila no interior de Santiago, em Cabo Verde. É a sede de concelho do mesmo nome.